# Blažej Vlk
Mistr Blažej řečený Vlk ze Strážné, latinsky Blasius Lupus, německy Blasius Wolf, někdy psán i Blasius Vlk a někdy také Vlk Blasius (okolo 1350 – 20. srpna 1410) byl český filozof a duchovní.

## Život
Narodil se pravděpodobně ve Strážné, jak lze usuzovat z užívaného přídomku (ten ovšem v různých pramenech kolísá, ze Strážně, ze Strážného), zhruba ve stejné době jako sv. Jan Nepomucký. O místě narození však nejsou věrohodné zdroje. Celý jeho život byl úzce svázán s Karlovou univerzitou. Vystudoval svobodná umění (bakalář svobodných umění 1369, magistr 1372) a poté se stal mistrem 1379

na fakultě svobodných umění (v té době fungovala jako jakási „přípravka“, náhrada dnešních gymnázií pro studium na některé z ostatních fakult – teologické, lékařské nebo tehdy samostatné právnické). V roce 1382 byl děkanem fakulty, v roce 1383 rektorem celé třífakultní univerzity.
Poté zahájil církevní kariéru (na kněze vysvěcen 1380) stal se kanovníkem vyšehradské kapituly (1392) a 15. února 1393 děkanem kolegiátní kapituly pří kostele Všech svatých na Hradě pražském. S touto funkcí byla svázána i funkce konzervátora univerzitních práv (dnes bychom řekli „rozhodce“ ve sporech dle kanonického práva). 5. dubna 1394 byl vyslán rektorem do Říma, aby u papeže vyjednal rozšíření práv univerzity. Šlo zejména o možnost mistrů vykonávat souběžně s pedagogickým úvazkem i jinou práci a právo university ukončovat studium nezdárným studentům. Tato mise byla úspěšná jen z části, dokončili ji až jeho následovníci.
V mnoha jeho životopisných datech panují nejasnosti. Často je jako rok úmrtí zmiňován 1409, kdy se pravděpodobně stáhl z církevního života a opustil funkci děkana kapituly. Nejasnosti jsou i v období, kdy byl rektorem, např. uvádí 26. srpna 1379 – 8. prosince 1383. Stejně tak je nejednoznačné členem jaké kapituly vlastně byl, podložená zdroji je jen kapitula při kostele Všech Svatých, členství v ní bylo vyhrazeno jen univerzitním mistrům.

## Vztah k husitství
Jako děkan kapituly spravoval značný majetek (obedience v Libkovicích, prebenda Zeměchy). Byl odpůrcem reformních názorů mistra Jana Husa, označoval jej jako apostata perfidissimus, odpadlíka nejvěrolomnějšího. Neměl však mnoho prostoru s ním být v přímém konfliktu, Hus ukončil univerzitu až v roce 1396.

## Dílo
- Argumenta contra questionem Hieronymi de Praga – (polemika o univerzáliích[3] s Jeronýmem Pražským, 1409)

- Tractatus de probacione proposicionum
- Agravacio ob non solucionem pecunie
- spis O důkazech vět